# Wilga (Garwolin)
Wilga este un râu de 67 de km aflat în estul Poloniei, în sudul capitalei Varșovia și se află în powiatul Garwolin. Este un afluent al râului Vistula. 

## Îmbunătățirea calității apei
Schimbările în dezvoltarea terenurilor din valea râului Wilga începând cu anul 1980 au influențat în mod pozitiv starea actuală a mediului înconjurător. Concentrația de metale grele din sedimentele din albia râului a scăzut dramatic. 